# Paul Källman
Paul Källman, född 23 augusti 1974, är en svensk musiker. Han spelade keyboards i Honey Is Cool åren 1995-1997. Han spelade också synth på Sludge Nations studioalbum Blow Your Speakers with Sludge Nation (1996) och EP:n Wisehead (1996).
2000 bidrog han som låtskrivare, med låten "Magiskt, men tragiskt", till Håkan Hellströms debutalbum Känn ingen sorg för mig Göteborg. 2002 bidrog han med två remixar till The Knife-singlar, dels med låten "I Just Had to Die" på singeln Heartbeats, dels med "Got 2 Let U" på singeln med samma namn.

### Fotnoter
1. ↑  ”Honey Is Cool”. Discogs.com. http://www.discogs.com/artist/Honey+Is+Cool. Läst 15 januari 2012.
2. 1 2  ”Paul Källman”. Discogs.com. http://www.discogs.com/artist/Paul+K%C3%A4llman. Läst 15 januari 2012.
3. ↑  ”Heartbeats”. Discogs.com. http://www.discogs.com/Knife-Heartbeats/release/426466. Läst 15 januari 2012.
4. ↑  ”Got 2 Let U”. Discogs.com. http://www.discogs.com/Knife-Got-2-Let-U/release/426446. Läst 15 januari 2012.